# Emma García
Emma García (Ordizia, Guipúzcoa, 8 de junio de 1973) es una periodista y presentadora de televisión española. En 2023, recibió el premio Antena de Oro por su trayectoria como presentadora de televisión.

## Biografía
Estudió Periodismo en la Universidad del País Vasco.
Mientras cursaba la carrera, realizó sus prácticas en la agencia de noticias OTR PRESS y viajó a Bosnia en dos ocasiones. La primera vez acudió con la Cruz Roja y en la otra estuvo como becaria en prácticas. En 1996, nada más terminar la carrera, trabajó durante unos meses en el periódico Diario de Noticias, de Navarra, desde donde se trasladó al Canal 4 de Navarra.
Saltó a la televisión de ámbito nacional trabajando en Telecinco, tras un breve paso por Canal+, trabajó en ETB2 hasta que el 11 de febrero de 2002, vuelve como presentadora en Telecinco, con el programa A tu lado, magacín que duró hasta 2007 y con el que consiguió ser una de las principales presentadoras de la cadena. Ese mismo año presenta el programa ¡Clever!, las tardes de los domingos en Telecinco.
En 2008 y 2010 se hizo cargo de Supervivientes: El Debate. Más tarde comenzó a presentar El juego de tu vida, programa que duró hasta 2010.
Luego, entre 2008 y 2018, presentó diariamente el dating show de parejas Mujeres y hombres y viceversa, programa con el cual se consagró en Mediaset España.
Sus siguientes trabajos han sido como presentadora de Nada es igual (2012), Materia reservada (2013), Abre los ojos... y mira (2013-2014) y Ex, ¿qué harías por tus hijos?.
Por otro lado, el 20 de octubre de 2018, la cúpula de Mediaset decidió apartar a Emma García de Mujeres y hombres y viceversa para ser sustituida por Toñi Moreno. De este modo, Emma pasaría a presentar Viva la vida desde el 10 de noviembre del mismo año.
El 1 de octubre de 2022, tras la cancelación de Viva la vida, comenzó a presentar el programa Fiesta en Telecinco, emitido los sábados, domingos y festivos nacionales (16:00-21:00).

## Trayectoria

### Programas de televisión
| Año             | Programa                       | Cadena             | Notas        |
| --------------- | ------------------------------ | ------------------ | ------------ |
| 1997            | Te damos la tarde              | Canal 4 Navarra    | Presentadora |
| 1998            | El submarino amarillo          | ETB2               | Presentadora |
| 1999            | Mejor imposible                | ETB2               | Presentadora |
| 1999            | ¡Qué punto!                    | Telecinco          | Reportera    |
| 2000            | Abre los ojos                  | ETB2               | Presentadora |
| 2001 - 2002     | Ésta es mi gente               | ETB2               | Presentadora |
| 2002 - 2007     | A tu lado                      | Telecinco          | Presentadora |
| 2007            | ¡Clever!                       | Telecinco          | Presentadora |
| 2008 - 2010     | El juego de tu vida            | Telecinco          | Presentadora |
| 2008 - 2018     | Mujeres y hombres y viceversa  | Telecinco y Cuatro | Presentadora |
| 2008; 2010      | Supervivientes: El Debate      | Telecinco          | Presentadora |
| 2012            | Nada es igual                  | Telecinco          | Presentadora |
| 2012 - 2013     | Abre los ojos y mira           | Telecinco          | Presentadora |
| 2013            | Materia reservada              | Telecinco          | Presentadora |
| 2014            | Ex, ¿qué harías por tus hijos? | Telecinco          | Presentadora |
| 2018 - 2022     | Viva la vida                   | Telecinco          | Presentadora |
| 2022 - presente | Fiesta                         | Telecinco          | Presentadora |

### Invitada
| Año         | Programa               | Cadena    | Notas    |
| ----------- | ---------------------- | --------- | -------- |
| 2012 - 2013 | ¡Qué tiempo tan feliz! | Telecinco | Invitada |
| 2024        | Vamos a ver            | Telecinco | Invitada |

### Programas especiales
| Año  | Programa                             | Cadena    | Notas        |
| ---- | ------------------------------------ | --------- | ------------ |
| 2005 | Gala Miss España 2005                | Telecinco | Presentadora |
| 2008 | Gala Miss España 2008                | Telecinco | Presentadora |
| 2010 | Mujeres y Hombres Oro                | Telecinco | Presentadora |
| 2010 | La noche de los sueños               | Telecinco | Presentadora |
| 2012 | La noche de Carmina                  | Telecinco | Presentadora |
| 2013 | Sofía, el corazón de la Familia Real | Telecinco | Presentadora |
| 2021 | Viva la vida: La Nevada del Siglo    | Telecinco | Presentadora |

## Premios y nominaciones
Además ha sido premiada en dos ocasiones con el TP de Oro como mejor presentadora y ha sido elegida como Mejor presentadora de Televisión en Los Premios Europa Multicultural 2024.
| Premios           | Año  | Categoría                        | Programa  | Resultado |
| ----------------- | ---- | -------------------------------- | --------- | --------- |
| Premios TP de Oro | 2004 | Mejor presentador/a de magazines | A tu lado | Nominada  |
| Premios TP de Oro | 2003 | Mejor presentadora               | A tu lado | Ganadora  |
| Premios TP de Oro | 2002 | Mejor presentadora               | A tu lado | Ganadora  |